# Willemsvaart (Drenthe)
De Willemsvaart in Zuidoost-Drenthe is een onderdeel van het kanalenstelsel dat rond 1900 werd aangelegd in opdracht van Jan Evert Scholten ten behoeve van de vervening van het Smeulveen, later Klazienaveen-Noord genoemd, een dorp in de gemeente Emmen.
De Willemsvaart is ruim 3 km lang, en vormde samen met het Scholtenskanaal, het Verlengde Scholtenskanaal en de Runde de verbinding tussen de Verlengde Hoogeveensche Vaart en het Stadskanaal. Na de demping van de Runde verloor het kanaal deze verbindingsfunctie, ook nu de Runde gereconstrueerd wordt. Scholtens liet in het gebied meer kanalen aanleggen die hij naar zijn vijf kinderen noemde. Behalve de Willemsvaart waren dat de Catovaart (2,5 km), de Willem Albertsvaart, de Johanvaart en de Margrietavaart (1 km).